# Pippa Wilson
Philippa Claire Wilson (Southampton, 7 de fevereiro de 1986) é uma velejadora britânica, campeã olímpica. Ela competiu nos Jogos Olímpicos de Verão de 2008 na classe Yngling e conquistou a medalha de ouro, tendo totalizado 24 pontos nas onze regatas disputadas, ao lado de Sarah Ayton e Sarah Webb.
Ela começou sua carreira de vela no renomado bote juvenil, o Cadete então progrediu para o 29er, 420, 470 e depois Yngling. Wilson foi nomeado Membro da Ordem do Império Britânico (MBE) nas Honras de Ano Novo de 2009.